# Soarele răsare din mare
Soarele răsare din mare este un film documentar românesc din 1985 regizat de Adrian Sârbu.

## Premii
Soarele răsare din mare a obținut, alături de Drum bun, cutezători” al lui David Reu, premiul Consiliului Național al Organizației Pionierilor pe anul 1985 în domeniul filmelor documentare.